# Fourg
Fourg ist eine französische Gemeinde mit 373 Einwohnern (Stand: 1. Januar 2022) im Département Doubs in der Region Bourgogne-Franche-Comté.

## Geographie
Fourg liegt auf 270 m, westlich von Quingey, etwa 23 Kilometer südwestlich der Stadt Besançon (Luftlinie). Das Dorf erstreckt sich am westlichen Rand des Juras, am Nordfuß des Höhenzuges Chanois, am östlichen Rand des Saône-Tieflandes und des Waldgebietes Forêt de Chaux.
Die Fläche des 12,10 km² großen Gemeindegebiets umfasst einen Abschnitt des westlichen französischen Juras. Der Hauptteil des Gebietes wird von der Ebene zwischen den Flüssen Doubs und Loue eingenommen, die auf durchschnittlich 270 m liegt. Sie ist im Bereich von Fourg überwiegend von Acker- und Wiesland bestanden. Nach Westen reicht der Gemeindeboden in die ausgedehnte Waldfläche des Forêt de Chaux und damit in das Quellgebiet der Clauge (Zufluss des Doubs). Im Süden erstreckt sich das Gemeindeareal über den Hang Bois de la Côte auf den bewaldeten Höhenzug des Chanois. Hier wird mit 445 m die höchste Erhebung von Fourg erreicht.
Nachbargemeinden von Fourg sind Courtefontaine und Villars-Saint-Georges im Norden, Byans-sur-Doubs im Osten, Liesle im Süden sowie Chissey-sur-Loue im Westen.

## Geschichte
Fourg wird im Jahr 1275 unter dem Namen Fourz erstmals urkundlich erwähnt. Im Lauf der Zeit wandelte sich die Schreibweise über Four (1306) und Fourt (1407) zum heutigen Namen, der seit 1584 belegt ist. Im Jahr 1281 errichtete Hughes de Montferrand in Fourg eine Burg und setzte damit den Grundstein für die Herrschaft Fourg. Zusammen mit der Franche-Comté gelangte das Dorf mit dem Frieden von Nimwegen 1678 an Frankreich.

## Sehenswürdigkeiten

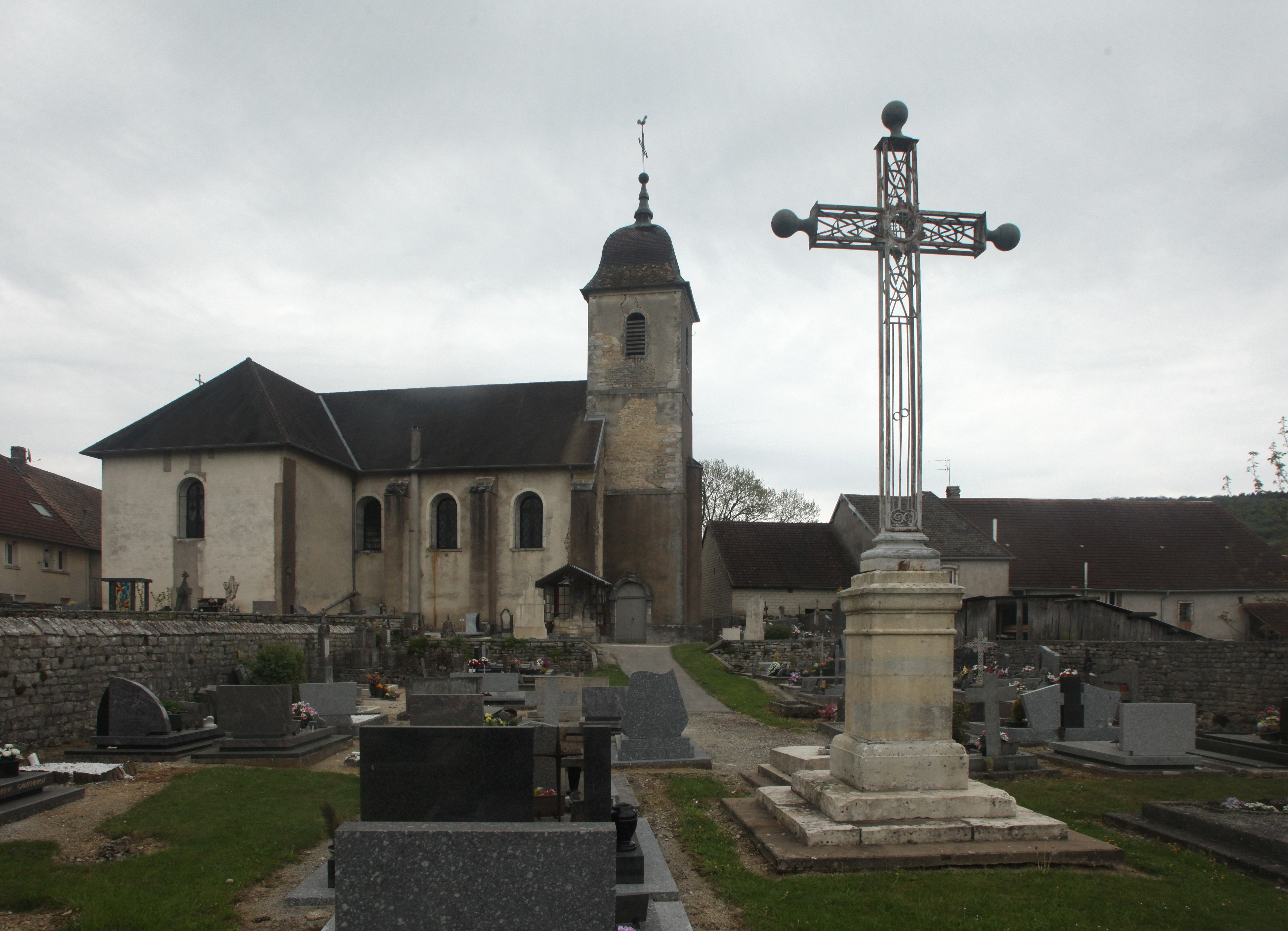
Kirche Saint-Germain

Die Dorfkirche Saint-Germain wurde von 1766 bis 1767 erbaut. Von der ehemaligen Burg sind nur noch wenige Überreste sichtbar. Im Ortskern sind verschiedene Bauernhäuser im charakteristischen Stil der Franche-Comté aus dem 17. bis 19. Jahrhundert erhalten.

## Bevölkerung
| Jahr                       | 1962 | 1968 | 1975 | 1982 | 1990 | 1999 | 2006 | 2016 |
| Einwohner                  | 201  | 195  | 156  | 180  | 234  | 254  | 314  | 364  |
| Quellen: Cassini und INSEE |      |      |      |      |      |      |      |      |

Mit 373 Einwohnern (Stand 1. Januar 2022) gehört Fourg zu den kleinen Gemeinden des Départements Doubs. Nachdem die Einwohnerzahl in der ersten Hälfte des 20. Jahrhunderts markant abgenommen hatte (1881 wurden noch 430 Personen gezählt), wurde seit Mitte der 1970er Jahre wieder ein deutliches Bevölkerungswachstum verzeichnet.

## Wirtschaft und Infrastruktur
Fourg war bis weit ins 20. Jahrhundert hinein ein vorwiegend durch die Landwirtschaft (Ackerbau, Obstbau, Weinbau und Viehzucht) und die Forstwirtschaft geprägtes Dorf. Vor allem im 19. Jahrhundert wurde das dörfliche Leben durch die Ziegelherstellung bestimmt. Heute gibt es einige Betriebe des lokalen Kleingewerbes. Mittlerweile hat sich das Dorf auch zu einer Wohngemeinde gewandelt. Viele Erwerbstätige sind Wegpendler, die in den größeren Ortschaften der Umgebung ihrer Arbeit nachgehen.
Die Ortschaft liegt abseits der größeren Durchgangsstraßen an einer Departementsstraße, die von Fraisans nach Liesle führt. Eine weitere Straßenverbindung besteht mit Byans-sur-Doubs.